# Safo (Niger)
Safo este o comună rurală din departamentul Madarounfa, regiunea Maradi, Niger, cu o populație de 53.631 de locuitori (2001).